# جايسون كايل
جايسون كايل (بالإنجليزية: Jason Kyle)‏ هو لاعب كرة قدم أمريكية أمريكي، ولد في 12 مايو 1972.

## وصلات خارجية
- جايسون كايل على موقع مرجع كرة القدم المحترفة.كوم (الإنجليزية)